# Pàvel Mamàiev
Pàvel Mamàiev (en rus: Павел Константинович Мамаев; nascut el 17 de setembre de 1988 a Moscou, Rússia) és un futbolista professional rus que juga de migcampista en el FC Krasnodar de la Lliga Premier de Rússia.

## Trajectòria
Mamayev va començar la seva carrera futbolística en el FC Torpede Moscou. Durant l'estiu de 2007 va ser fitxat pel CSKA Moscou i va debutar el 29 de juliol de 2007 contra el FK Jimki.

## Internacional
Mamayev forma part de la selecció russa sub-21 que està disputant la classificació pel Campionat d'Europa sub-21 2011.
El 2009 va ser convocat amb la selecció absoluta, ha jugat 2 partits internacionals.
També va disputar amb la Sub-21 el Torneig Esperances de Toulon de 2010.

## Clubs
| Club              | País   | Any       |
| ----------------- | ------ | --------- |
| FC Torpede Moscou | Rússia | 2004-2007 |
| PFC CSKA Moscou   | Rússia | 2007-     |